# Park Ji-won
Cet article concerne un nouvelliste coréen. Pour le patineur de vitesse sur piste courte sud-coréen, voir Park Ji-won (patinage de vitesse sur piste courte).
Park Ji-won (1737-1805) est un nouvelliste coréen de la dynastie de Joseon. Partisan de l'école du silhak, les sciences pratiques, dans une société plus attirée par les études métaphysiques (seongnihak), il se distingue également par son style d'écriture qualifié de dépravé et par sa critique de la société. Il est également connu sous son nom de plume, Yeonam.

## Biographie
Park Ji-won n'a commencé son éducation qu'après son mariage à l'âge de 16 ans puis est initié aux études occidentales par le philosophe Hong Dae-yong. Abandonnant le style prétentieux alors en vigueur, il écrit le Yangban-jeon (L'histoire des nobles) dans lequel il dépeint un aristocrate appauvri qui préfère se consacrer à ses études et un marchand qui achète le statut de noble avant de finalement l'abandonner, déçu. Sa volonté de changement fait des émules et il se retrouve avec Lee Dok-mu et Park Je-ga à la tête du groupe Pukhak qui prône l'adoption de la culture de la dynastie mandchoue alors au pouvoir en Chine et qui était  plus ouverte à la modernisation et aux nouvelles technologies. C'est dans ce contexte qu'il passe cinq mois en Chine en 1780 et fait le compte-rendu de son voyage dans le Yeolha-ilgi. Fonctionnaire à partir de 1786, il aide le peuple à s'équiper et à construire des moulins et des métiers à tisser pour l'amélioration des conditions de vie. 

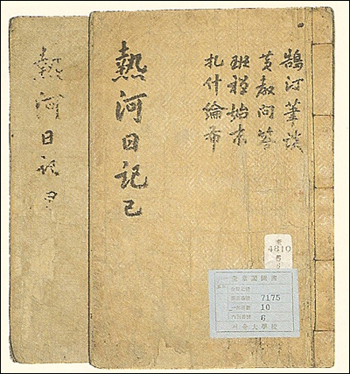
Le Yeolha-ilgi, récit de son voyage à Pékin.

Accusé d'attiser le mécontentement social, Park Ji-won est dès lors critiqué. Sa carrière littéraire se termine en 1792 avec la parution d'un décret royal ayant pour objet de rétablir le style littéraire classique et qui conduit à la censure de ses écrits. Ce décret s'accompagnait d'une interdiction d'importation pour les textes venus de Chine.

## Œuvres
- Hojil (Grognement d'un tigre)
- Heosaeng-jeon (L'histoire de Heosaeng)
- Yeolha-ilgi (Compte-rendu de voyage)
- Yangban-jeon (L'histoire des nobles)
- La Remontrance du tigre. Histoires excentriques du Pavillon du Jade, tr. Cho Eun-ra et Stéphane Bois, Decrescenzo éditeurs, 2017, 193 p. (recueil de 10 histoires de cet auteur - dont trois parmi les quatre citées ci-dessus).

## Référence
1. ↑  Les Coréens dans l'histoire, « Park Ji-won, philosophe pragmatique de la dynastie Joseon  », KBSworld, le 18 mars 2011.